# Napoléon (traghetto)
Il Napoléon è stato un traghetto, appartenuto alla compagnia francese Compagnie Générale Transatlantique dal 1959 al 1974.

## Servizio
Varato il 4 aprile 1959 nel cantiere anvale Forges et Chantiers de la Méditerranée di La Seyne con il nome di Napoléon, viene consegnato il 22 dicembre 1959 alla Compagnie Générale Transatlantique.
Il 3 gennaio 1960 esegue il suo viaggio inaugurale tra Marsiglia, Nizza, Tolone, Calvi, Ajaccio, Bastia e Portoferraio per presentare il traghetto al pubblico. Dal 14 marzo entra in servizio nei collegamenti tra Marsiglia e la Corsica.
Nel giugno del 1962 viene impiegato per soccorere i cittadini francesi in Algeria.
Nel 1969 viene trasferito alla Compagnie Générale Transméditerranéenne e continua ad operare sulle rotte per la Corsica.
Nel 1974 viene ceduto alla saudita Saudi Line e ribattezzato Al Pasha, prendendo servizio nel Mar Rosso.
Il 25 novembre 1987 viene spiaggiato a Gadani Beach, dove viene demolito.